# Elgin (Oklahoma)
Elgin è una città degli Stati Uniti, situata nello Stato dell'Oklahoma, nella Contea di Comanche.